# Brzozowo-Czary
Brzozowo-Czary (prononciation : [bʐɔˈzɔvɔ ˈt͡ʂarɨ]) est un village polonais de la gmina de Dzierzgowo dans le powiat de Mława de la voïvodie de Mazovie dans le centre-est de la Pologne.

## Histoire
De 1975 à 1998, le village appartenait administrativement à la voïvodie de Ciechanów.